# 索拉里诺
索拉里诺（義大利語：Solarino），是意大利锡拉库萨省的一个市镇。总面积13.01平方公里，人口7748人，人口密度595.5人/平方公里（2009年）。ISTAT代码为089018。